# Leśno Górne
Leśno Górne (deutsch Hohenleese) ist ein Dorf in der polnischen Woiwodschaft Westpommern. Das Dorf bildet einen Teil der Gmina Police (Stadt- und Landgemeinde Pölitz) im Powiat Policki (Pölitzer Kreis). Leśno Górne liegt etwa 9 Kilometer nördlich von Stettin (Szczecin) und etwa 6 Kilometer südwestlich von Police (Pölitz).

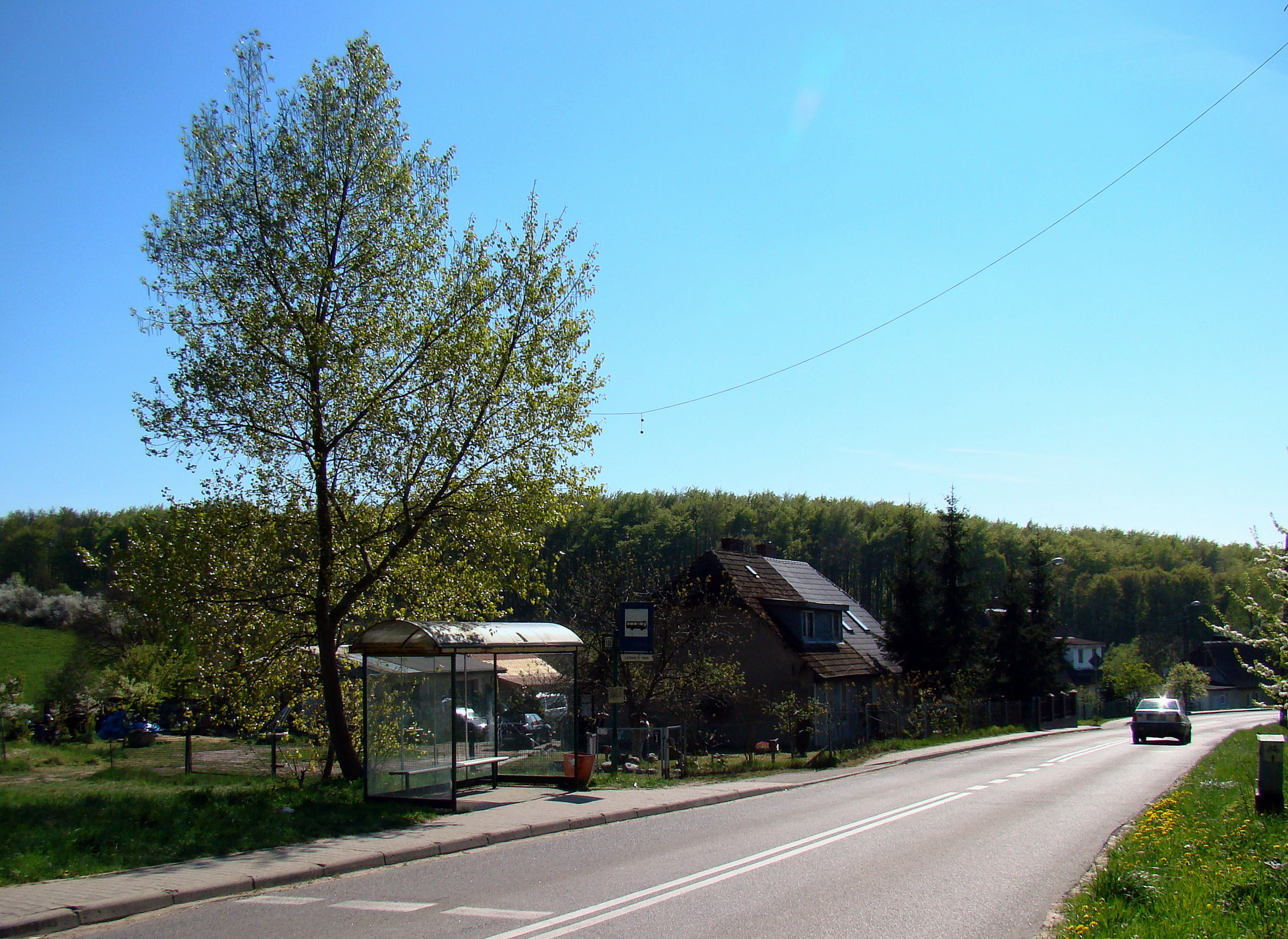
Blick entlang der Dorfstraße in Leśno Górne